# Чеховская, Наталья Михайловна
Наталья Михайловна Чеховская (род. 12 июля 1960, Семипалатинск) — советская и российская артистка балета. Заслуженная артистка РСФСР (1983). Народная артистка РСФСР (1989). Лауреат премии Красноярского комсомола (1983). Депутат Государственной Думы второго созыва (1995). Лауреат форума «Общественное признание» (2007).

## Биография
В 1978 году окончила Алма-Атинское хореографическое училище.
С 1979 по 1996 год — ведущая солистка Красноярского государственного театра оперы и балета. Танцевала первый спектакль «Жизель» на открытии театра. Исполнила в этом театре более двадцати главных партий.
В 1980—1988 году была избрана депутатом Краевого совета народных депутатов Красноярского края.
В 1983 году звание лауреат Ленинского Комсомола.
В 1983 году звание «заслуженная артистка РСФСР».
В 1984 году — лауреат Всесоюзного конкурса артистов балета в Москве (I премия, золото).
В 1984 году вместе со своим партнёром Василием Полушиным победила во Всесоюзном конкурсе артистов балета в Москве и в Международном конкурсе в Хельсинки (I премия, золото).
Четырежды избиралась депутатом Красноярского краевого Совета народных депутатов.
В 1985 году принята в Союз театральных деятелей.
В 1985 году по приглашению Юрия Григоровича в Большом театре исполнила балет «Жизель».
В 1989 году присвоено звание «народная артистка РСФСР».
В 1992 году участвовала в спектакле «Руслан и Людмила» на сцене Кремлёвского дворца съездов.
С 1996 по 2011 год — прима-балерина русского камерного балета «Москва».
В 1996 году избиралась депутатом Государственной Думы (фракция Всероссийского общественно-политического движения «Наш дом — Россия»). Участвовала в деятельности комитета ГД по культуре.
В 1997 году награждена Президентом РФ Б. Н. Ельциным медалью — за деятельность в комитете по Культуре Государственной думы.
В 2000 году основала балетную школу «Щелкунчик» (художественный руководитель).
В 2005 году поставила балет «Спящая красавица» (хореография Петипа, редакция Н. Чеховской).
В 2007 году награждена орденом за заслуги в политической и культурной деятельности, имя Натальи Михайловны Чеховской внесено во всемирную энциклопедию — «Успешные люди России».
В 2007 году высшим советом РФ при Президенте присвоено звание «Лауреата форума общественного признания».

## Семья
- Муж — артист балета Василий Серафимович Полушин (род. 1958), народный артист РСФСР.
  - Дочь — Ульяна.